# سد کمندان
سد کمندان در استان لرستان و به فاصله ۱۸ کیلومتری جنوب شهرستان ازنا قرار دارد و در روستای کمندان در حوزه شهرستان ازنا واقع شده‌است.